# Повракульская
Повракульская — деревня в Приморском районе Архангельской области. Входит в состав сельского поселения МО «Талажское».

## География
Деревня расположена на острове Повракульский на левом берегу  протоки Северной Двины Кузнечихи. К югу от деревни находится Северный округ Архангельска, к северу — деревня Корелы. Напротив деревни, на правом берегу Кузнечихи, находится посёлок Талаги (Нефтебаза) Талажского сельского поселения.

## История
В 1859 году Повракульская входила в Архангельский уезд Архангельской губернии.
10 февраля 1931 года вышло постановление ВЦИК подчинить Архангельскому горсовету Повракульский сельсовет Приморского района Северного края.
Повракульская гавань входила в границы Архангельского порта.
В июле 1987 года был сформирован Повракульский Совет народных депутатов на базе Часовенского Совета народных депутатов и деревни Повракульская Талажского сельского Совета.
С 2004 по 2015 год деревня была административным центром МО «Повракульское».
Законом Архангельской области от 28 мая 2015 года № 289-17-ОЗ, муниципальное образование «Повракульское» было упразднено, а деревня вошла в состав Талажского сельского поселения.

## Население
| 2002 | 2010 | 2012 |
| ---- | ---- | ---- |
| 636  | ↘559 | ↗631 |

По переписи 2010 года в деревне было 559 человек. В 2009 году числилось 645 человек, в 2002 году — 637 человек (русские — 95 %).

### Карты
- [mapq37.narod.ru/map1/iq37128129130.html Топографическая карта Q-37-128,129,130. Архангельск - 1 : 100 000]